# Велемајстор (шах)
Велемајстор је титула најуспешнијег шаховског мајстора. Додељује се шахистима на основу успеха постигнутих на међународним такмичењима. Одлуком ФИДЕ (Међународна шаховска федерација) правилник о додељивању титуле је установљен 1950. године за мушкарце, а од 1976. године и за жене.

## Услови за освајање титуле велемајстора
За мушкарце, титула велемајстора осваја се испуњењем једног од следећих услова:
- две или више велемајсторских норми са најмање 24 одигране партије на турнирима по Бергеровом систему (30 партија на осталим такмичењима или на олимпијадама) и рејтинг од најмање 2500 поена у моменту када Конгрес ФИДЕ разматра захтев за признавање титуле или у раздобљу од седам година од дана постизања прве норме;
- пласман на мечеве кандидата за првенство света;
- једна велемајсторска норма на међузонском турниру
- чисто прво место на јуниорском првенству света (деоба првог места рачуна се као велемајсторска норма са девет партија, као и чисто прво место на континенталним првенствима, рачунајући и арапска и централноамеричко-карипска првенства)
- на олимпијадама титула се може стећи са једном велемајсторском нормом и 13 одиграних партија

За титулу женског велемајстора, услови су исти (с тим што је неопходан рејтинг од 2300 поена), уз додатак:
- победа у мечу за женског шампиона света (победа на женском турниру кандидата рачуна се као велемајсторска норма са девет партија);
- довољан је пласман на мечеве кандидата за првенство света, затим један женски велемајсторски резултат у циклусу за првенство света са 13 партија, као и чисто прво место на шампионату света за омладинке (деоба првог места доноси једну велемајсторску норму са 9 партија, као и чисто прво место на континенталном првенству).

Ако жена испуни услове за титулу мушког велемајстора (нпр. рејтинг од 2500 поена), Конгрес ФИДЕ доделиће јој титулу мушког велемајстора.